# Лікантен
Лікантен (ісп. Licantén) — селище в Чилі. Адміністративний центр однойменної комуни. Населення — 3629 осіб (2002). Селище і комуна входять до складу провінції Курико і регіону Мауле.
Територія — 273 км². Чисельність населення — 6653 мешканців (2017). Щільність населення — 24,4 чол./км².

## Розташування
Селище розташоване за 68 км на північний захід від адміністративного центру області міста Талька та за 70 км на захід від адміністративного центру провінції міста Курико.
Комуна межує:
- на півночі — з комуною Вічукен
- на північному сході — з комуною Уаланьє
- на півдні — з комуною Курепто

На заході комуни лежить Тихий океан.